# 斯摩棱斯克區
54°47′N 32°03′E / 54.783°N 32.050°E
斯摩棱斯克區（俄语：Смоле́нский райо́н）是俄羅斯的一個區，位於該國西部，由斯摩棱斯克州負責管轄，始建於1930年，面積2,494.98平方公里，2010年人口44,964，人口密度每平方公里18.02人。